# Madlib
Madlib (født Otis Jackson Jr., 24. oktober 1973 i Californien) er en amerikansk undergrundsproducer, rapper og dj. Han har kontrakt med pladeselskabet Stones Throw, der også huser bl.a. J Dilla, MED og Madlibs bror Oh No.
Madlib har anvendt mange pseudonymer, bl.a. The Beat Konducta, Quasimoto, YNQ (Yesterdays New Quintet) og Dj Rels. Han er blandt de mest anerkendte hiphop-producere i 2000'erne.

## Karriere
Han startede ud i gruppen Lootpack, der op igennem 90'erne var en del af The Likwit Crew, der bl.a. også omfattede Tha Alkaholics, for hvem Madlib lavede sine første produktioner.
I 1999 udsendte Madlib, Wildchild og Dj Romes det første Lootpack-album 'Soundpieces: Da Antidote' på det fremstormende indieselskab Stones Throw Records. Albummet satte nye standarder for undergrundshiphoppen, og ikke mindst Madlibs lettere obskure lag-på-lag-produktioner imponerede musikkritikerne.

## Første udgivelser
Madlib blev derfra Stones Throw Records ansigt udadtil. Året efter udsendte han sit første soloalbum, 'The Unseen', under aliasset Quasimoto; et storrygende, umoralsk og flippet rappende alter ego med en stemme præget af kraftig indtagelse af helium. 'The Unseen' blev lidt af et kult-hit i det amerikanske musikmiljø.
Den gode Madlib stoppede dog ikke her. Han udgav i starten af årtusindet bl.a. albums som sig selv (bl.a. den instrumentale Blue Note-samplende 'Shades of Blue'), som Yesterday's New Quintet (en jazz-kvintet bestående af fem nye Madlib-udspaltninger) og som Jaylib, der var et samarbejde med den nu afdøde J. Dilla, der på flere områder (bl.a. musikalsk vovemod og indflydelse) lignede Madlib.
Alt imens Madlib udgav sine egne plader havde han også tid til at producere for en uendelig lang række af kunstnere. Ikke mindst de andre kunstnere på Stones Throw Records (M.E.D./Medaphor, Dudley Perkins og brormand Oh No) har haft stor glæde af Madlibs stenede og ekletiske samplebaserede produktioner.
I 2004 kom endnu et højdepunkt, da Madlib gik sammen med rapperen M.F. Doom under navnet Madvillain på albummet 'Madvillainy'.
Senest har Madlib bl.a. udgivet instrumental-albummet 'The Beat Konducta – Movie Scenes', der skulle fungere som soundtrack til en ikke-eksisterende film og Yesterdays New Quintet-albummet 'Yesterdays Universe'.

## Diskografi
- The Unseen (2000, as Quasimoto)
- Shades of Blue (2003, remix tracks from the Blue Note Records archive)
- Theme for a Broken Soul (2004, as DJ Rels)
- The Further Adventures of Lord Quas (2005, as Quasimoto)
- WLIB AM: King of the Wigflip (2008)
- Yessir Whatever (2013, as Quasimoto)
- Piñata Beats (2014)
- Rock Konducta Part 1 & Part 2 (2014)
- The Beats (Our Vinyl Weighs a Ton Soundtrack) (2014)
- Bandana Beats (2020)
- Sound Ancestors (2021)[1]